# Річард Тревіс Віткомб
Річард Тревіс Віткомб (21 лютого 1921 — 13 жовтня 2009) — американський авіаційний інженер, відомий своїм внеском у науку аеродинаміки. Він задумав і розробив три революційні аеродинамічні концепції, які назавжди змінили конструкцію літаків, дозволивши військовим і цивільним літакам літати швидше, далі і з меншими витратами палива. За деякими оцінками, його особистий внесок становить третину найважливіших технологічних досягнень Дослідницького центру Ленглі з моменту його заснування у 1917 році.

## Шлях ваеродинаміку
Річард народився в родині, де любили технології та винаходи. Його батько був інженером і під час першої світової війни був пілотом дирижабля. Його дід був винахідником і був знайомий з Томасом Едісоном.
Як і багато хлопчаків його покоління, він захоплювався авіацією. Інженерну освіту він здобув у Вустерському політехнічному інституті.
Перед закінченням інституту він прочитав у журналі Fortune про дослідницьку лабораторію NACA в Ленглі та вирішив, що це місце, де він хотів би займатися дослідженнями.
Тож коли рекрутер NACA прибув до інституту, Річард одразу ж прийняв його пропозицію.
У лабораторії його спочатку направили у відділ інструментів, але він відмовився і заявив, що хоче займатися аеродинамікою.
Спочатку він брав участь у модернізації швидкісної аеродинамічної труби, яка працювала з 1936 року і не могла розвинути швидкість понад 575 миль/год (925 км/год). У 1945 році потужність труби було збільшено, але стрибки ущільнення, що виникають під час надзвукового обтікання моделі, відбиваючись від стін тунелю і накладаючись один на одного, призводили до великих похибок вимірювань. У 1950 році було створено систему поздовжніх щілин, що усуває цю проблему.

## Правило площ
Після Другої світової війни дослідження NACA почали зосереджуватися на близькозвукових і низько надзвукових повітряних потоках. Продування моделей в аеродинамічній трубі засвідчило, що лобовий опір комбінації крило плюс фюзеляж за близько звукових швидкостей значно перевищує суму опорів окремих частин. Розглянувши раптове збільшення лобового опору, якого зазнає комбінація крило-фюзеляж на швидкості близько 500 миль/год (800 км/год), Віткомб дійшов висновку, що «збурення і ударні хвилі є просто функцією поздовжньої зміни площі поперечного перерізу»— тобто, ефект крил можна уявити як еквівалент фюзеляжу з певною опуклістю в середній частині хребта, лобова частина якого була б такою ж, як і у крил. Оскільки в реальному випадку без крил не обійтися, альтернативою видаленню «опуклості» було б зменшення поперечного перерізу фюзеляжу біля крил.
На цю ідею його наштовхнула лекція головного аеродинаміка лабораторії  Адольфа Бусемана  про основи  трансзвукової  течії повітря. Через кілька днів, коли Віткомб розповів про свою ідею колегам, Бусеман сказав: "Деякі люди приходять зі своїми недозрілими думками і називають їх теоріями, а Віткомб прийшов із прекрасною ідеєю і назвав її евристичною формулою."
Це правило стало відомим як "правило площ", яке дозволило значно зменшити опір, який відчували літаки на швидкості, близькій до швидкості звуку.  Хвильовий опір при цьому зменшується до 50%. Його вплив на проектування літаків був негайним: прототип Convair YF-102 , наприклад, виявився нездатним перевищити швидкість звуку в прямолінійному польоті. Це було виправлено шляхом перепроектування фюзеляжу,що призвело до збільшення швидкості літака на 25%. Тепер він із легкістю долав "звуковий бар'єр" не тільки в горизонтальному польоті, але навіть у наборі висоти.

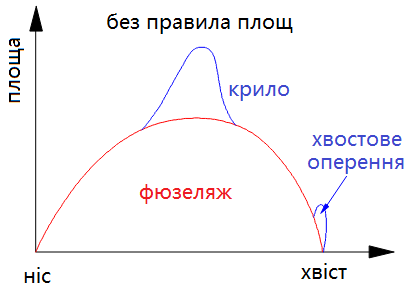
без застосування правила площ

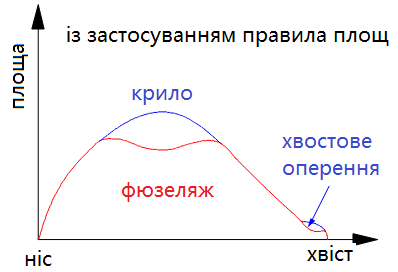
із застосуванням правила площ

## Суперкритичний профіль крила
Щоб досягти зменшення опору в дозвуковій фазі, Віткомб зрозумів, що розподіл тиску в крилі необхідно змінити, щоб затримати і послабити ударну хвилю, яка створюється на верхній поверхні, де високошвидкісний потік сповільнюється до дозвукової швидкості. Використовуючи інтуїцію, а не математику, він побудував двофутову (0,6 метра) хордову секцію крила і неодноразово випробовував її у високошвидкісній аеродинамічній трубі Ленглі, додаючи (за допомогою автомобільної шпаклівки) або видаляючи (напилком і наждачним папером) матеріал, доки не досягнув бажаних потоків.
Хоча таким чином було створено крило з низьким лобовим опором (у трансзвуковому діапазоні), начальство Віткомба зауважило, що не кожен виробник літаків може використовувати напилок і наждачний папір для створення необхідних форм. Тому НАСА підписало контракт з Інститутом Куранта Courant Institute of Mathematical Sciences при Нью-Йоркському університеті, математик якого Пол Гарабедян та аеродинамік Ентоні Джеймсон працювали з Віткомбом над розробкою практичного обчислювального методу для проектування надкритичних крил — тих, що були найефективнішими в трансзвуковому діапазоні. За допомогою цього методу надкритичні крила були виготовлені та випробувані на повномасштабних літаках; у 1971 році в Центрі льотних досліджень NASA в Каліфорнії було здійснено політ літака Vought F-8 Crusader, а в 1973 році— літака General Dynamics F-111 Aardvark.

## Вінглет
Аеродинаміки десятиліттями знали, що певний бар'єр на кінці крила може зменшити вихори на кінці крила, а отже, і лобовий опір. Однак Віткомб, мабуть, першим дійшов висновку, що такий бар'єр буде найефективнішим, якщо він матиме форму додаткового вертикального (або майже вертикального) крила.
Вінглет дає змогу зменшити силу опору крила коштом енергії кінцевого вихору (супутнього струменю). Він так спрофільований, що вихор створює на вінглеті додаткову підіймальну силу, вектор якої має компонент спрямований вперед назустріч потоку. Вінглети приносять велику користь для крил, які генерують сильний супутній струмінь.
Він запропонував свої результати, показавши покращення на рівні 5%, але промисловість не поспішала з прийняттям. Знадобилося майже три десятиліття, щоб його пропозиції стали звичним явищем; зараз вони регулярно використовуються на літаках від авіалайнерів до планерів.